# Al-Jamia
Die arabischsprachige Zeitschrift al-Jamia oder al-Dschamia (arabisch الجامعة, DMG al-Ǧāmiʿa; deutsch „die Gemeinschaft“) wurde 1899 gegründet und von Faraḥ Anṭūn (1874–1922), einem ägyptischen Intellektuellen, zunächst in Alexandria herausgegeben. Die Redaktion wechselte 1906 nach New York, wo Khalil as-Sakakini ihr Mitarbeiter war und zog 1909 nach Kairo. Von 1899 bis 1910 (1316 bis 1328 hq) erschienen in sieben Jahrgängen insgesamt 77 Ausgaben, wobei die ersten 12 Ausgaben den Titel al-Ǧāmiʿa al-ʿuṯmānīya (arabisch الجامعة العثمانية) tragen und sich al-Ǧāmiʿa ab der 13. Ausgabe etablierte. Mehrere Ausgaben wurden als Doppelnummern herausgegeben oder beinhalten fortlaufende Beilagen. Publiziert wurden vor allem Beiträge zu politischen, kulturellen und geschichtlichen Themen mit Betonung auf Erziehung und Bildung sowie die Familie und die Rolle der Frau.

## Ausgaben

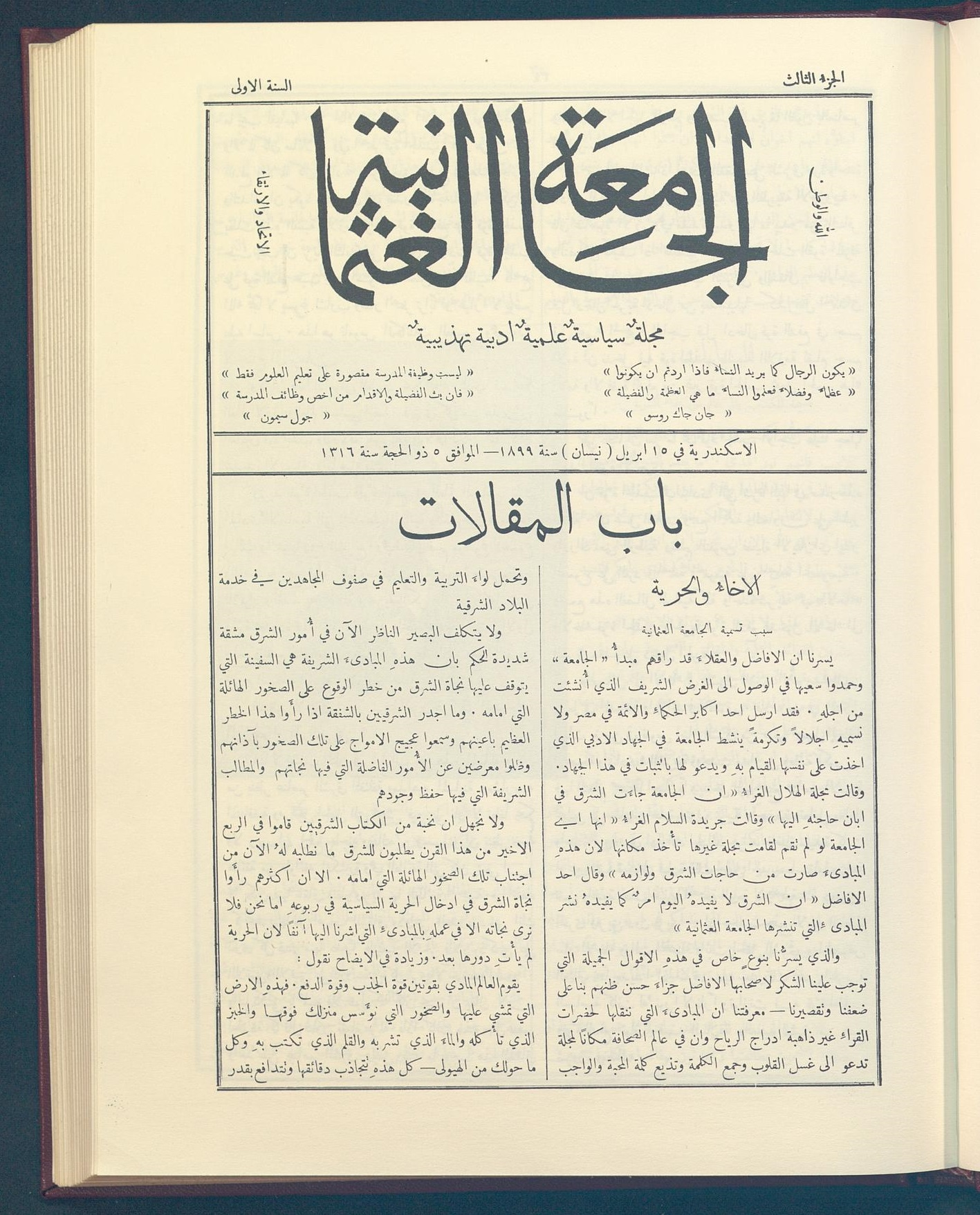
Erste Ausgabe in Alexandria (1. Jahrgang, 15. April 1899)
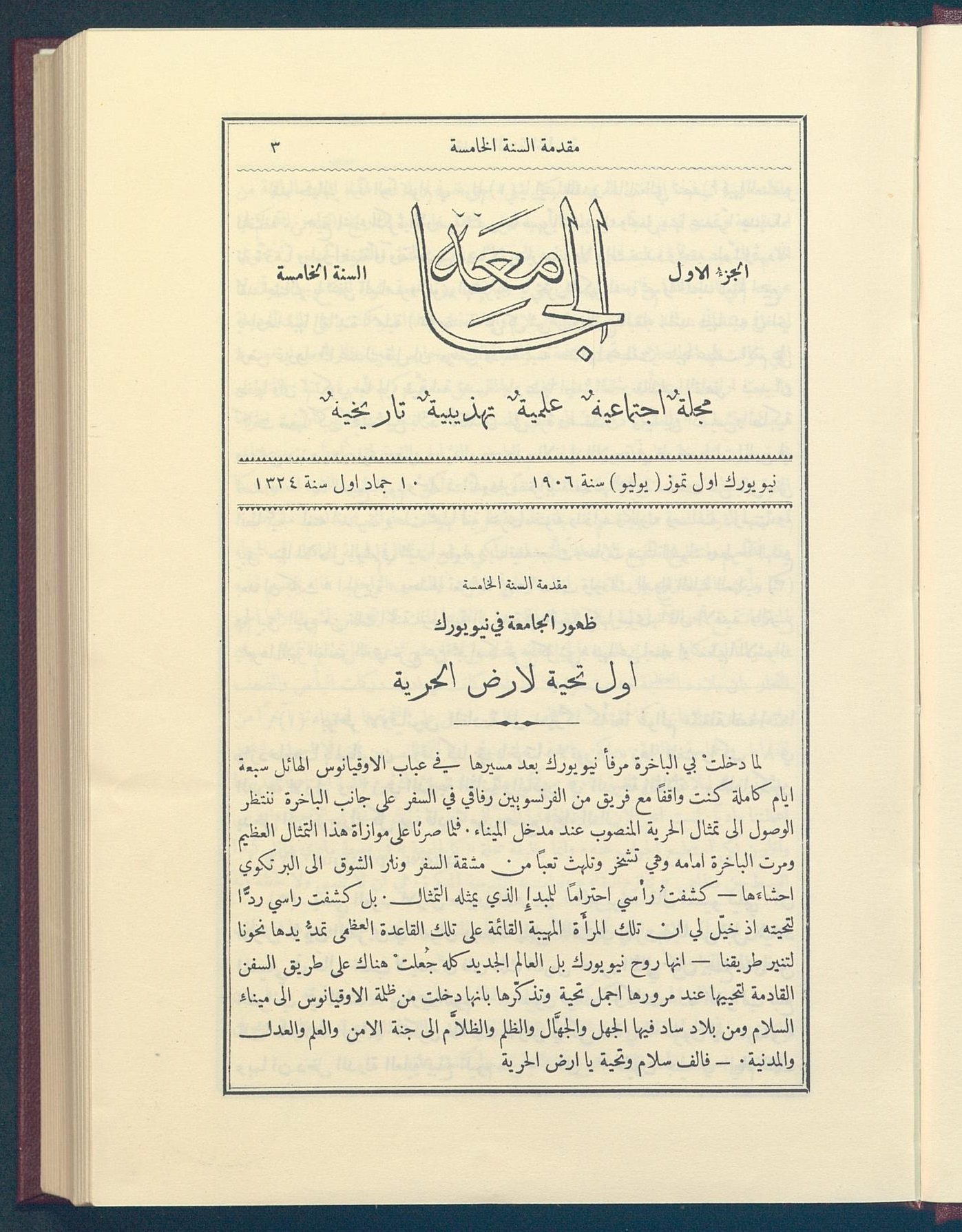
Erste Ausgabe in New York (5. Jahrgang, 1. Juli 1906)
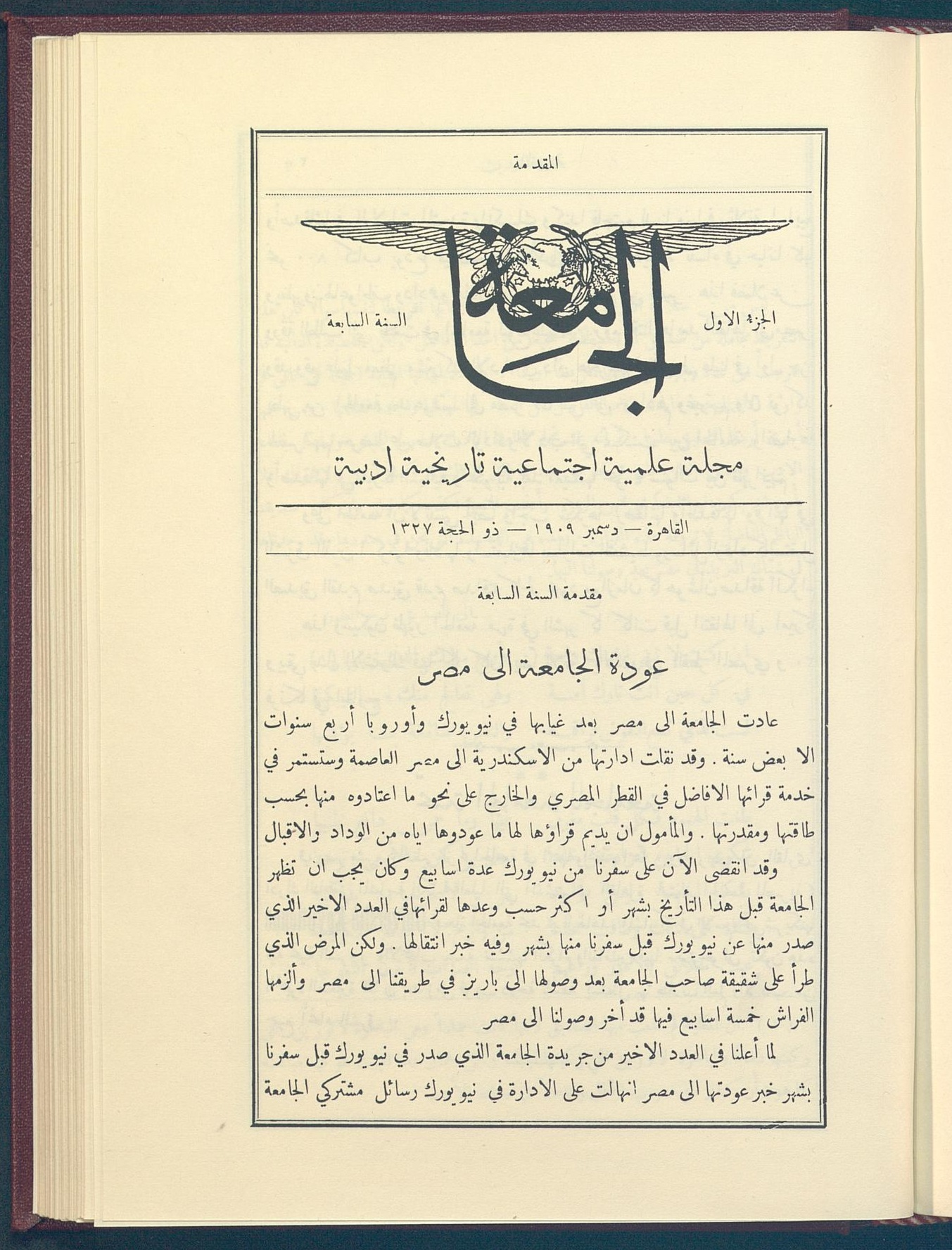
Erste Ausgabe in Kairo (7. Jahrgang, Dezember 1909)